# 別茲梅因區
别兹梅因区是土庫曼斯坦阿什哈巴德的市辖区，距離阿什哈巴德市中心20公里，始建於1963年，海拔高度429米，2010年人口42,868。